# Zepelin
Zepelin – gmina w Niemczech, w kraju związkowym Meklemburgia-Pomorze Przednie, w powiecie Rostock, wchodzi w skład urzędu Bützow Land.

## Toponimia
Nazwa odosobowa, pochodzenia słowiańskiego, pierwotna połabska forma *Čepelin- znaczy tyle co „gród Čepela”.